# William Robin Thompson
William Robin Thompson, född 29 juni 1887 i London, Ontario, död 30 januari 1972 i Ottawa, Kanada, var en kanadensisk entomolog.

## Uppväxt
Thompsons far hette William Thompson och var rektor och journalist. Hans mor Alice Thompson, född Morgan, avled bara två veckor efter att Thompson fötts. Thompsons farfarsfar hade utvandrat från Irland till Kanada 1817.

## Akademisk karriär
Efter att ha studerat biologi vid University of Toronto avlade Thompson 1909 kandidatexamen och började arbeta vid det amerikanska jordbruksdepartementet. Under sin anställning där fortsatte han studera vid Cornell University, vilket ledde till en magisterexamen i entomologi 1912. Året därpå sade han upp sig från jordbruksdepartementet för att istället forska vid University of Cambridge 1914–1915. Han fortsatte därefter sin forskning vid ett laboratorium i Paris och avlade 1921 doktorsexamen i zoologi vid Paris universitet. 1924 avlade han ytterligare en doktorsexamen, den här gången i filosofi vid St. Maximin College i Frankrike.
1928 lämnade Thompson Frankrike för att bli vice direktör för Imperial Institute of Entomology i Storbritannien, en tjänst han innehade fram till 1947 då han återvände till sitt hemland Kanada. Han blev professor vid Institute of the Civil Service of Canada 1949.
Thompsom publicerade omkring 150 artiklar i olika vetenskapliga tidskrifter och var även en flitig populärvetenskaplig skribent. Mellan 1947 och 1958 var han redaktör för tidskriften The Canadian Entomologist.

## Utmärkelser
Thompson utnämndes till Fellow of the Royal Society 1933.